# Vermenton (comuna suprimida)
Vermenton era una comuna francesa situada en el departamento de Yonne, de la región de Borgoña-Franco Condado, que el uno de enero de 2016 fue suprimida al fusionarse con la comuna de Sacy, y formar la comuna nueva de Vermenton.

## Demografía
| Gráfica de evolución demográfica de Vermenton (comuna suprimida) entre 1800 y 2013 |
|                                                                                    |

Los datos demográficos contemplados en este gráfico de la comuna de Vermenton se han cogido de 1800 a 1999 de la página francesa EHESS/Cassini, y los demás datos de la página del INSEE.